# Everard Digby (Esquire)
Everard Digby of Tilton and Digby (* um 1410; † 29. März 1461) war ein englischer Esquire.

## Leben
Everard Digby war ein Sohn des Simon Digby und Joan, einer Tochter des Sir James Beler.
Die Familie Digby besaß Ländereien und Besitzungen in Digby und Tilton, Lincolnshire und Stoke Dry in Rutland.
Everard, der den Spitznamen Greenleaf hatte, war 1459 Sheriff von Rutland und saß ab 1447 als Knight of the Shire für Rutland im Parlament. Während der Rosenkriege kämpfte Everard für das Haus Lancaster und König Heinrich VI. 1460 bei der Schlacht von Wakefield, 1461 bei der Zweiten Schlacht von St Albans und 1461 bei Towton.
Everard fiel am 29. März 1461 zusammen mit drei Brüdern bei Towton.

## Ehe und Nachkommen
Everard Digby war mit Anne, Tochter des Francis Clarke of Whissendine verheiratet. In Manchen Quellen wird der Vorname seiner Frau auch mit Alice bzw. Agnes angegeben.
Das Paar hatte folgende Nachkommen:
- Everard Digby ⚭ Jaquetta, Tochter des John Ellis
- Sir Simon Digby
- Sir John Digby
- Thomas Digby
- Devorguilla Digby ⚭ Robert Hunt[1]
- Margaret Digby ⚭ Sir William Skeffington[1]

Laut den Quellen soll Everard insgesamt sieben Söhne gehabt haben, die aber nicht alle namentlich genannt werden.